# Consorzio di bonifica integrale comprensorio Sarno
Il Consorzio di bonifica integrale del comprensorio del Sarno è un ente di diritto pubblico comprensoriale competente per i bacini del Sarno, dell'Irno e dei torrenti vesuviani.
È stato costituito con Decreto del Presidente della Repubblica del 1º dicembre 1952 registrato alla Corte dei Conti il 22 gennaio 1953.
Il comprensorio di sua competenza ha una estensione territoriale pari a 43.651,52 ettari.

## Il territorio
Comprende 36 comuni divisi in tre provincie: 
- 19 comuni per la provincia di Salerno: Angri, Baronissi, Bracigliano, Calvanico, Castel San Giorgio, Cava de' Tirreni, Corbara, Fisciano, Mercato San Severino, Nocera Inferiore, Nocera Superiore, Pagani, Roccapiemonte, San Marzano sul Sarno, Sant'Egidio del Monte Albino, San Valentino Torio, Sarno, Scafati, Siano;
- 13 comuni (divisi in 13 aree) per la città metropolitana di Napoli: Boscoreale, Casola, Castellammare di Stabia, Gragnano, Lettere, Palma Campania, Poggiomarino, Pompei, San Giuseppe Vesuviano, Sant'Antonio Abate, Striano, Torre Annunziata, Santa Maria la Carità (cui è accorpato il comune di Gragnano);
- 3 comuni per la provincia di Avellino: Contrada, Montoro, Solofra.

Il consorzio ha sede in via Atzori a Nocera Inferiore.